# Franc Škerlj (kolesar)
Franc Škerlj, slovenski kolesar, * 6. maj 1941, Ljubljana, † maj 2023
Škerlj je za Jugoslavijo nastopil na Poletnih olimpijskih igrah 1968 v Ciudad de Méxicu, kjer je nastopil v kronometru na 100 km in osvojil 16. mesto. V letih 1962 in 1967 je zmagal na Dirki po Jugoslaviji, leta 1964 pa je bil drugi. Leta 1968 je osvojil tretje mesto na državnem prvenstvu Jugoslavije v cestni dirki. Po dvakrat zapored je zmagal na dirkah Jadranska magistrala in Alpe–Adria.
Pokopan je na pokopališču Resje v Grosupljem.